# Chapelle Notre-Dame-des-Fleurs de Plouay
Pour les articles homonymes, voir Chapelle Notre-Dame-des-Fleurs.
La chapelle Notre-Dame-des-Fleurs est située au lieu-dit "Les Fleurs", sur la commune de Plouay dans le Morbihan.

## Historique
La chapelle, édifiée à proximité d'un monastère vers 1450-1460, acquiert une importance considérable au XVIe siècle. L'édifice subit des remaniements : le transept date de 1532, le clocheton carré du XVIIIe siècle, la sacristie de 1888, l'autel extérieur de 1954. La nef unique se termine par un chœur. Des Templiers avec armure et sabre sont représentés sur une sculpture en façade.
La porte latérale sud, et les motifs de sculpture la surmontant, font l'objet d’une inscription au titre des monuments historiques depuis le 9 juin 1925. La chapelle est inscrite en totalité par arrêté du 17 mai 2019.

## Architecture
Chapelle rectangulaire avec chevet polygonal. La porte côté latéral sud présente des sculptures frustes disposées en métope. Cette chapelle avait été conçue pour être plus importante, comme semblent l'indiquer les piliers et les arcs à demi noyés dans la maçonnerie, visibles de l'extérieur.

## Mobilier
La chapelle Notre-Dame-des-Fleurs fut remaniée au XVIe siècle et au XVIIIe siècle. C'est à cette époque que fut construit l'imposant retable en tuffeau probablement réalisé par le sculpteur Claude Moulé. 
La statue de saint Gervais semble contemporaine au retable. Celle de la Vierge à l'Enfant date du XVIIIe siècle alors que le saint Isidore a été ajouté au XIXe siècle. La statue de la Vierge à l'Enfant dite Notre-Dame-des-Fleurs est plus ancienne et date du XVIe siècle. 
Un ensemble calice et patène de l'orfèvre Favier est conservé ainsi que deux chasubles de la fin du XIXe siècle.

Galerie photos
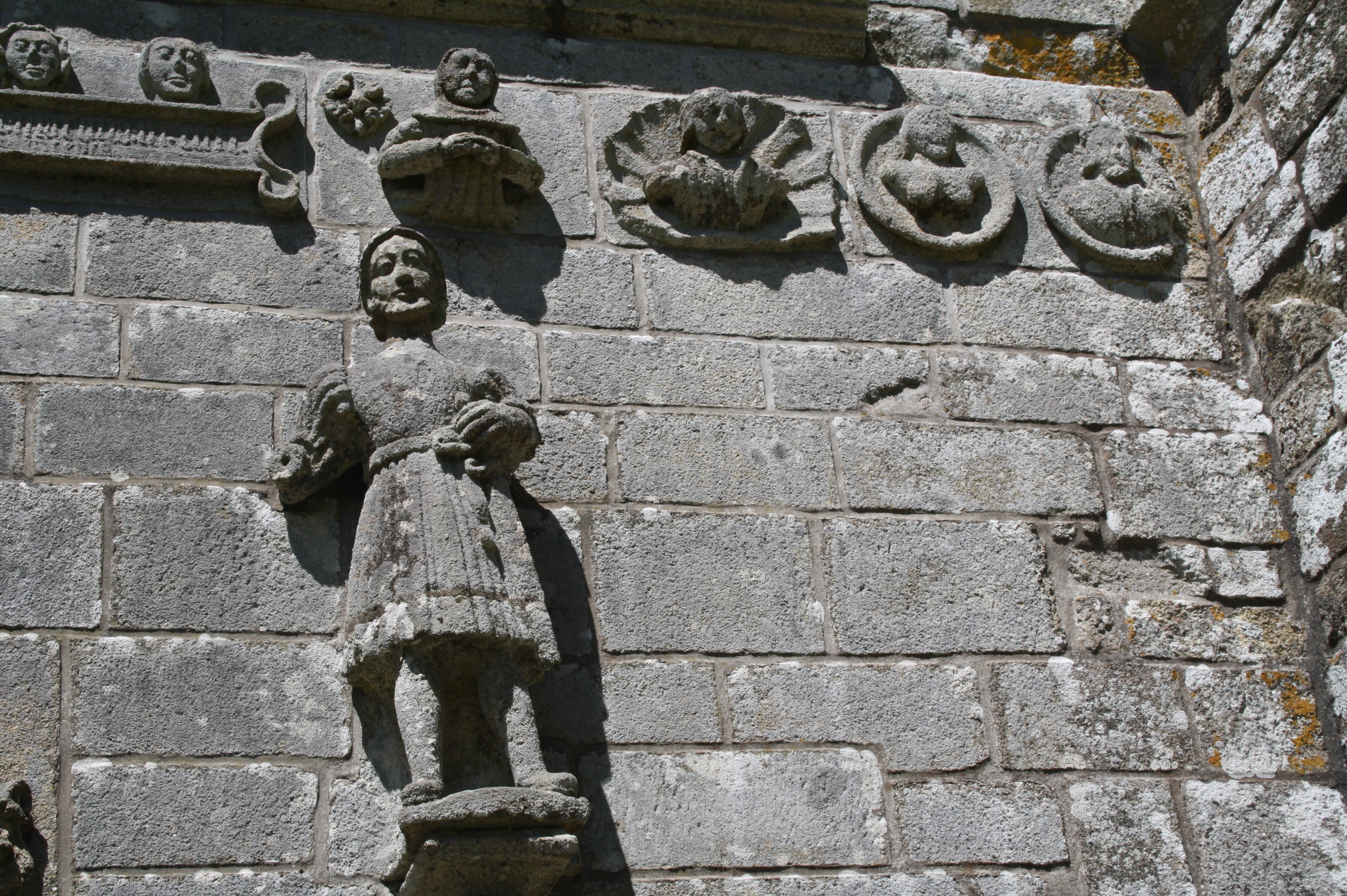
détail de la façade Sud
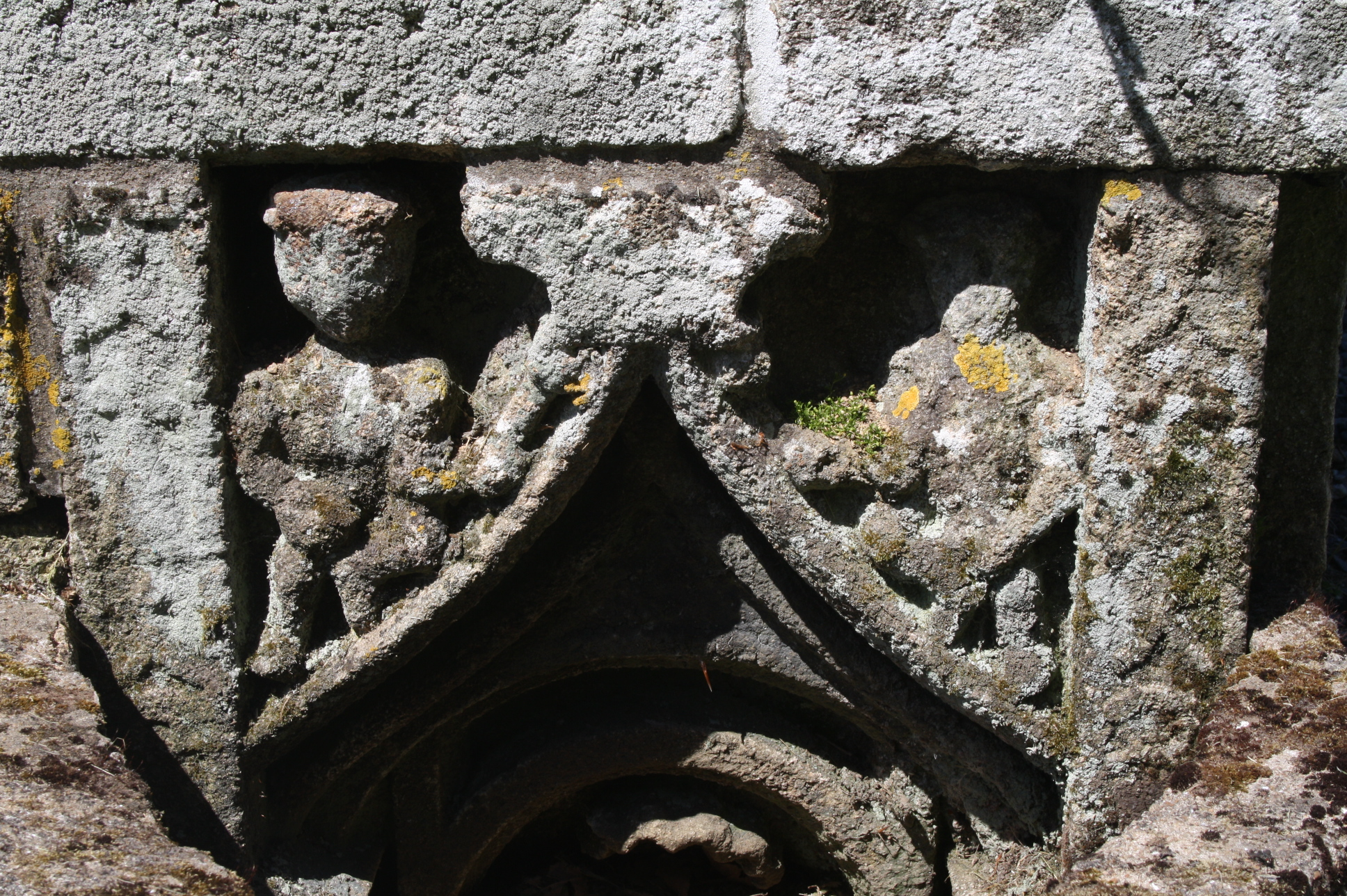
détail de la façade Sud
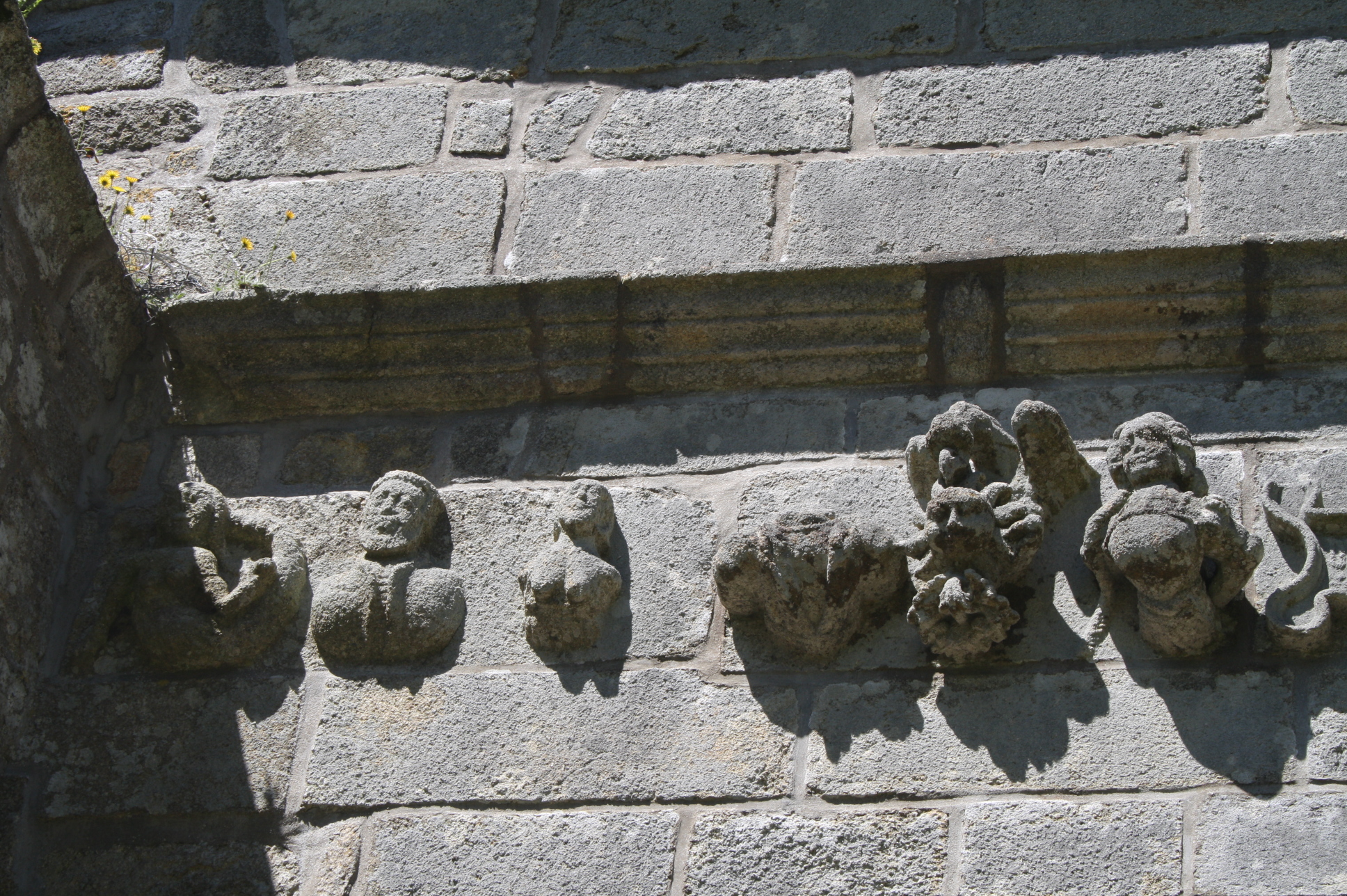
détail de la façade Sud
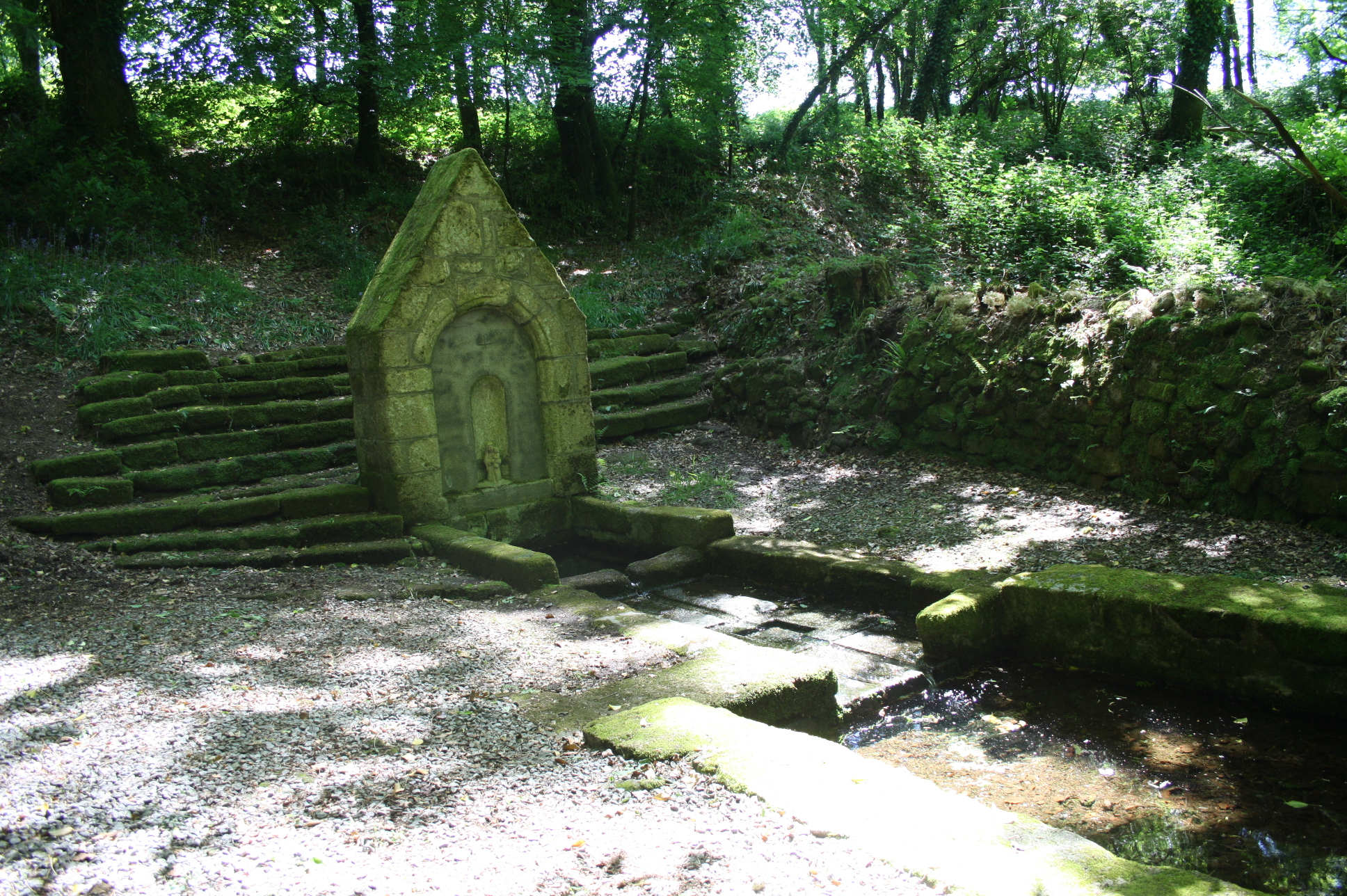
La fontaine de la chapelle (située à quelques centaines de mètres à l'Ouest de la chapelle).